# 三栖英揮
三栖 英揮（みす ひでき、1978年8月26日 - ）は、神奈川県出身のサッカー指導者、アスレティックトレーナー。M’s AT project代表取締役、箕山スポーツクリニックサポートスタッフ。

## 来歴
中学校卒業後、ブラジルへサッカー留学。帰国後は千葉県社会人リーグ1部・市原スポーツクラブ（後のジェフリザーブズ）で3年間プレーした。
2003年に日本工学院八王子専門学校健康スポーツ科学科を卒業後、フィジカルコーチ、トレーナーとして國學院大學久我山高校サッカー部、Jefa Football Clubなど主にユース・ジュニアユース世代を指導した。2005年から2012年にかけては、日本オリンピック委員会の強化スタッフ（スポーツ医科学）を務めた。
2017年より、FC琉球のフィジカルコーチに就任。

## 所属クラブ
ユース経歴
- 1994年 - 1995年  オリンピアFC
- 1995年 - 1996年  アソシアソン・フェロヴィアリア・ジ・エスポルテス
- 1996年 - 1997年  CAタクアリチンガ（ポルトガル語版）

アマ経歴
- 1997年 - 1999年  市原スポーツクラブ

## 指導歴
- 2005年 - 2012年 日本オリンピック委員会 強化スタッフ（スポーツ医科学）
- 2005年 第23回夏季ユニバーシアード男子バレーボール トレーナー
- 2009年 - 2012年 日本テニス協会
  - 2010年 - 2012年 G-project フィジカルコーチ
  - 2009年 - 2012年 ナショナルジュニア フィジカルコーチ
- 2004年 - 2014年 神奈川県立川和高等学校サッカー部 フィジカルコーチ
- 2008年 - 2010年 敬愛学園高等学校サッカー部 フィジカルコーチ
- 2008年 - 2010年 FC稲毛ジュニアユース フィジカルコーチ
- ジュニアユースサッカークラブ与野 フィジカルコーチ
- ARTE八王子フットボールクラブU-15 フィジカルコーチ
- 日本工学院八王子専門学校 非常勤講師
- 國學院大學久我山高等学校サッカー部 フィジカルコーチ
- Jefa Football Club フィジカルコーチ
- 2015年 -  スフィーダ世田谷FC[5]
  - 2015年 - コンディショニングアドバイザー
  - 2016年 - フィジカルコーチ
- 2017年 - 2018年  FC琉球 フィジカルコーチ
- 2019年 - 2020年  鹿児島ユナイテッドFC コンディショニングコーチ
- 2022年 -2025年リコーブラックラムズ　リコンディショニングアドバイザー

- 2021年 - SC相模原
  - 2021年 - コンディショニングコーチ
  - 2022年 - コンディショニング戦略担当
  - 2023年 - ヘッドオブコンディショニング

## 関連情報

### 監修書籍
- 『サッカー専用ボディ強化計画』スタジオタッククリエイティブ、2010年。ISBN 978-4883934140。
- 『プロサッカー選手を目指すトレーニング戦略―育成年代に最適なフィジカルトレーニング』スタジオタッククリエイティブ、2011年。ISBN 978-4883934782。
- ポール・ローテルト,マーク・コバクス『テニス解体新書』スタジオタッククリエイティブ、2012年。ISBN 978-4883935680。